# Johann Stegfellner
Johann Stegfellner (Ried in der Riedmark, 17 september 1957) is een Oostenrijks componist en dirigent.

## Levensloop
Stegfellner studeerde pedagogiek in Linz aan de Donau. Na zijn studie ging hij terug naar zijn geboortestad en werd leraar aan de CMC HS Ried in der Riedmark. Lange tijd was hij ook dirigent van de Marktmusikkapelle Ried in der Riedmark en gaf deze functie in 2005 op.
Als componist is hij grotendeels autodidact en schreef werken voor harmonieorkest.

## Composities

### Werken voor harmonieorkest
- 1984 Die Ballade vom lieben Augustin, symfonisch gedicht voor spreker, gemengd koor en harmonieorkest
- 1992 Alpenland, fantasie voor harmonieorkest
- 2001 Landlerisch Tanz´n